# 63. годишња додела Греми награда
63. годишња церемонија доделе Греми награда одржана је у и око Конгресног центра Лос Анђелеса у Лос Анђелесу 14. марта 2021. Признала је најбоље снимке, композиције и извођаче у години квалификованости, која је трајала од 1. септембра 2019. до 31. августа 2020. Номинације су објављене путем виртуелног преноса уживо 24. новембра 2020. Домаћин церемоније био је јужноафрички комичар Тревор Ноа.
Бијонсе је добила највише номинација са девет, а следе Дуа Липа, Роди Рич и Тејлор Свифт са по шест. Бијонсе је добила највише награда, са четири, надмашивши Алисон Краус као најнаграђивану жену у историји емисије, са укупно 28 награда. Свифтова је освојила албум године за албум Folklore, чиме је постала прва жена која је освојила награду три пута и прва уметница којој је то успело joш од Пола Сајмона 1988. Били Ајлиш освојила је награду за песму године за „Everything I Wanted “, поставши друга соло уметница, после Роберте Флек 1974, која је победила две године узастопно, и трећа укупно од У2 2002. H.E.R је освојила песму године за песму „I can't breathe”, а Megan Thee Stallion je освојила награду за најбољег новог извођача, поставши друга реперка која је победила од Лорин Хил 1999. Церемонија је првобитно била заказана за 31. јануар 2021; међутим, 5. јануара 2021. године, Академија за снимање је одложила церемонију за 14. март 2021. године, због пораста броја случајева КОВИД-19 у Лос Анђелесу, као и због забринутости за здравље и безбедност.

## Позадина
Номинације су објавили током виртуелног преноса уживо 24. новембра 2020. од стране председника и привременог председника/извршног директора Академије за снимање Харви Мејсона млађег, заједно са Меган Ти Сталион, Дуа Липом, Мики Гајтон, Лорен Дејгл, Пепе Агилар, Никола Бенедети, Геј Кинг, Иеми Аладе, БТС, Имоџен Хип и Шерон Осборн. Академија је најавила Тревора Ноа за домаћина церемоније.

### Место и производња
Церемонија 63. годишње доделе Греми награда одржана је у Конгресном центру Лос Анђелеса, док је уобичајено место емисије — Стејплс центар — служило као резерва. Представа је трајала три и по сата.
Академија за снимање је именовала Бена Винстона за извршног продуцента емисије, што је његов први пут да ради на Греми емисији. Винстон је преко Ролинг Стона изјавио да ће емисија имати више бина, али без публике, истичући „креативне тријумфе, покрете социјалне правде, као и утицај КОВИД-19 на уметност“. Што се тиче промене места одржавања, Винстон је изјавио да верује да је Стејплс безбедно место, али је желео да "иде изнад и даље како би се чак и најскептичнији учесници осећали несумњиво безбедно". Производњу су надгледали службеници за безбедност КОВИД-19. Да би минимизирали физички контакт, уметници су имали свој бекстејџ простор и на бине су улазили из различитих праваца.
Представа је укључивала пет позорница једнаке величине распоређених у круг окренутим ка унутра; једна од бина била је за водитеље а друге четири за извођаче. Чланови посаде радили су из центра кружне гарнитуре. Чим би се завршила једна представа, покривала би се следећа сцена и тако даље. Свака сценска поставка је мењана сваких 45 минута и замењена другим извођачем у постави. Винстон је напоменуо да је концепт инспирисан британским забавним програмима Латер... са Џулс Холандом и ТФИ Фридаи . Емисија је била мешавина наступа уживо и унапред снимљених наступа, јер би „потпуна емисија уживо укључивала превише чланова екипе који померају сетове и ризикују блиски контакт“. Међутим, цела емисија је била планирана да се осећа у потпуности уживо.
Да би помогао у планирању обимне продукције и импресивног спектакла емисије, Винстон је сарађивао са мноштвом продуцената, као што је ко-извршни продуцент Џеси Колинс, који је продуцирао емисију The Веекнд'с Супер Бовл у полувремену ; ко-извршни продуцент Рај Капоор, који је водио креативну режију за многе уметнике на последњих седам Греми емисија и продуцирао резиденције у Лас Вегасу за Бацкстреет Боис и Мариах Цареи ; продуцент Фатима Робинсон, радила је на полувремену емисије Блацк Еиед Пеас 2011 ; продуцент Мисти Бакли, која је продуцирала божићну емисију Кејси Масгрејвс 2020 ; менаџер за таленте Патрик Ментон из Дик Кларк продукције ; Сарадница Џејмса Кордена Џози Клиф; и Хамиш Хамилтон, који је режирао полувремена Супербоула, олимпијске церемоније, Оскара и емисије Еми.

## Победници и номиновани
Победници се појављују први и означени подебљаним словима.

### Опште поље
Снимак године
- „ Everythin I Wanted “ – Били Ајлиш
- „ Black Parade “ – Бијонсе
- „ Colors “ – Black Pumpas
- „ Rockstar “ – DaBaby са Roddy Ricch
- " Say So " – Doja Cat
- „ Don't Start Now “ – Дуа Липа
- „ Circles “ – Пост Малоне
- " Savage " – Megan Thee Stallion са Бијонсе

Албум године
- Folkrore – Тејлор Свифт
- Chilombo – Џене Аико
- Black Pumpas – Black Pumpas
- Everyday Life – Coldplay
- Djesse Vol. 3 – Јацоб Цоллиер
- Women in Music Pt. III – Хаим
- Future Nostalgia – Дуа Липа
- Hollywood's Bleeding – Пост Малоне

Најбољи нови уметник
- Меган Тхее Сталлион
- Ингрид Андрес
- Фиби Бриџерс
- Ноа Сајрус
- Чика
- Д Смоук
- Дожа Кет
- Каитранада

## Више номинација и награда
Следећи су добили више номинација:
| Девет: - Beyoncé | Шест: - Dua Lipa - Roddy Ricch - Taylor Swift Пет: - Brittany Howard | Четири: - John Beasley - Justin Bieber - Phoebe Bridgers - DaBaby - Billie Eilish - David Frost - Megan Thee Stallion |

Три:
- Thomas Adès
- Jhené Aiko
- Blanton Alspaugh
- Ingrid Andress
- Denisia Andrews
- Fiona Apple
- Louis Bell
- Black Pumas
- Mike Bozzi
- Chloe x Halle
- Jacob Collier
- Brittany Coney
- Derek Dixie
- Doja Cat
- Drake
- Frank Dukes
- Shawn Everett
- Adam Feeney
- Finneas
- H.E.R.
- Jay-Z
- Kaytranada
- Akil King
- Miranda Lambert
- Emily Lazar
- Post Malone
- Harry Styles

Две:
- Christian Scott Atunde Adjuah
- Caroline Ailin
- Jack Antonoff
- Bad Bunny
- Jon Batiste
- Beck
- Brian Blade
- Bonny Light Horseman
- Stephen Bray
- Brandi Carlile
- Cody Carnes
- Brandy Clark
- Gerald Clayton
- Chick Corea
- D Smoke
- Aaron Dessner
- Ricky Dillard
- Disclosure
- Frankfurt Radio Big Band
- Lady Gaga
- Chris Gehringer
- Şerban Ghenea
- Robert Glasper
- JJ Golden
- Josh Gudwin
- Hildur Guðnadóttir
- Haim
- Natalie Hemby
- Tame Impala
- J. White Did It
- Sarah Jarosz
- Ian Kirkpatrick
- Kim "Kaydence" Krysiuk
- Remy Le Boeuf
- Lecrae
- John Legend
- Adrianne Lenker
- Colin Leonard
- Jesse Lewis
- Lil Baby
- Lil Durk
- Dmitriy Lipay
- Little Big Town
- Skip Marley
- Manny Marroquin
- Christian McBride
- Randy Merrill
- Dave Meyers
- Arturo O'Farrill
- Anderson .Paak
- Grace Potter
- John Prine
- Matthew Ramsey
- Joshua Redman
- The Secret Sisters
- SethinTheKitchen
- 30 Roc
- Michael Tilson Thomas
- Rickie "Caso" Tice
- Billy Walsh
- We the Kingdom
- Tauren Wells
- Stuart White
- Lucinda Williams

Добили су више награда:
| Четири: - Beyoncé | Три: - David Frost - Megan Thee Stallion | Две: - Fiona Apple - Chick Corea - Billie Eilish - Finneas - Şerban Ghenea - H.E.R. - Kaytranada - Randy Merrill |

## У сећању
Музички уметници и особље индустрије који су умрли 2020. и почетком 2021. били су укључени у меморијалну колумну емитовану током Гремија. Продуцент Бен Винстон је разматрао најмање 800 појединаца за овај сегмент. Академију за снимање критиковали су фанови Наје Ривере, Бенија Мардоунса, Хала Кечама, Рајлија Гејла и Френкија Баналија јер су искључили њихова имена из емитовања, иако су сви били укључени на дужу листу имена објављену на веб страници Гремија.
Сегмент посвећен Едију Ван Халену критиковали су фанови, бивши колеге из бенда и друге личности из хард рок и хеви метал заједнице који су сматрали да је кратка почаст од неколико секунди увреда за утицај и наслеђе гитаристе. Ван Халенов син Волфганг Ван Хален открио је да је одбио понуду Академије да свира " Еруптион " за овај сегмент из поштовања према његовом оцу, верујући да ће "Ин Мемориам" имати више песама. Иако је био разочаран кратким одавањем почасти, Волфганга је „највише повредило” то што Еди није помињан међу осталим покојним уметницима који се сећају на почетку емисије, приписујући несрећу опадању мејнстрим популарности у рок музици и историјском недостатку интересовања Академије за Жанр. Међутим, Јем Асвад из Вариети бранио је омаж, сматрајући да дужи трибути са извођачима омота ипак не би испунили очекивања и похвалио је подтекст иза сегмента, који је у фокусу имао Франкенстрат гитару са потписом Ван Халена са видео снимком гитаристе који свира у позадина, да Ван Халенов таленат никада није могао бити реплициран.

## Пријем

### Пре-церемонија
Након објављивања номинација, канадски певач Тхе Веекнд оптужио је Греми за корупцију након што није добио ниједну номинацију. На основу успеха његовог албума Афтер Хоурс, многи критичари и публикације су очекивали да ће Тхе Веекнд добити велики број номинација, укључујући албум године, као и неколико признања за његов сингл „ Блиндинг Лигхтс “. Изражавајући своју забринутост, Тхе Веекнд је твитовао да су „Греми и даље корумпирани. Дугујете мени, мојим фановима и транспарентности индустрије." Даље је објаснио да је очекивао номинације због разговора између његовог тима и Гремија који ће наступити на церемонији, али је Ролинг Стоне касније известио да су те дискусије прекинуте због тога што је Тхе Веекнд такође наступао на полувремену емисије Супер Бовл ЛВ. Као одговор, Греми је објавио изјаву у којој се каже да су "саосећали" са разочарањем Тхе Веекнда, али да неки "заслужни" уметници пропуштају сваке године. Председник Академије за снимање Харвеи Масон Јр. касније је проширио ово објашњавајући да „схватамо да је Тхе Веекнд разочаран што није номинован. Био сам изненађен и могу да саосећам са оним што он осећа. Нажалост, сваке године је мање номинација од броја заслужних уметника. Да будемо јасни, гласање у свим категоријама је завршено много пре него што је најављен наступ Тхе Веекнд-а на Супербоулу, тако да то ни на који начин није могло да утиче на процес номиновања.“  Неколико дана касније, Тхе Веекнд је изјавио да „Мене лично више није брига. Имам три Гремија, које ми сада, очигледно, ништа не значе. Ионако ми је лоше да држим говоре. Заборавите доделе награда. Није као, 'Ох, желим Грамми!' Само што се ово десило, а ја сам доле да се нађем испред ватре, све док се то више никада не понови“ .
Америчка певачица Халсеи изразила је солидарност са Тхе Веекнд-ом након што њен албум Маниц из 2020. године није добио ниједну номинацију. На Инстаграму, Халсеи је написала: „Греми су неухватљив процес. Често се може радити о приватним наступима иза кулиса, познавању правих људи, кампањи кроз винову лозу, уз прави стисак руке и 'мито' који могу бити довољно двосмислени да прођу као 'не мито'.“  Певачица је даље рекла да би говор против Гремија врло лако могао да доведе уметника на црну листу. Халсеи, која има само 2 номинације током читаве своје каријере, била је у центру разговора када је њена песма „ Витхоут Ме “, која је доспела на прво место на америчкој Билборд Хот 100, прошла за номинацију на 62. Годишњој додели Греми награда .
Џастин Бибер је изразио своје разочарање академијом након што је његов албум Changes добио номинације у пољу поп, а не у пољу Р&Б. Објаснио је да је „веома педантан и намеран у вези са мојом музиком. Уз то, кренуо сам да направим Р&Б албум. Цхангес је био и јесте Р&Б албум. Не признаје се као Р&Б албум што ми је веома чудно”. Греми је касније одговорио Биберу, наводећи да „увек желимо да поштујемо уметникове жеље. Уметност је смешна ствар јер је тако субјективна, а на Академији нам је циљ да поштујемо изврсност. У неком тренутку, морају се донети одлуке о томе како да се упореде различите ствари, а то је веома тежак процес и мислим да не поправљамо сваки пут. Трудимо се да доведемо људе тамо где желе да буду и где треба да буду и трудимо се да их проценимо најбоље што можемо. Ако је мислио да је то таква плоча, онда, знате... Оставићу то на томе. Заиста се трудимо да се људска уметност поштује и вреднује у правој категорији." 
Пет дана пре церемоније, британски уметник Зејн Малик објавио је твит у којем критикује Греми и процедуре гласања наводећи да „осим ако се не рукујете и шаљете поклоне, нема разматрања о номинацији. Следеће године ћу ти послати корпу кондиторских производа“. Након конфузије фанова и медија, који су приметили да Маликов трећи албум, Нободи Ис Листенинг, не испуњава услове за 63. Греми награде пошто је објављен након истека периода подобности у августу, Малик је навео своје намере у накнадном твиту, објашњавајући да његов претходни пост „није био лични или о подобности, већ се односио на потребу за укључивањем и недостатак транспарентности процеса номиновања и простора који ствара и дозвољава фаворизовању, расизму и политици умрежавања да утичу на процес гласања“ .

### Церемонија
Током церемоније, Царди Б и Меган Тхее Сталлион извеле су песму " ВАП ". Домаћин Гремија Тревор Ноа је пред наступом рекао: „Ако имате малу децу у соби, само им реците да је то песма о купању мачке“, а рефрен „wet and gushy“ је промењено у „wet, wet, wet". Билборд је то оценио као најбољи наступ на церемонији, коментаришући да је „ово морало бити један од најлуђих телевизијских дебитантских наступа свих времена“. Музички критичар Џон Караманика назвао је наступ „дивље и шармантно уљудним, жустрим и искреним на начин за који је Греми ретко, ако је икада направио места”. Међутим, представа је добила критике због тога што је "неприкладна за породицу".

### Гледаност
Емисија је добила у просеку 8,8 милиона гледалаца у Сједињеним Државама, са 2,1 Нилсеновом оценом међу одраслим особама од 18 до 49 година, што представља пад од више од 50 одсто у односу на прошлогодишњу церемонију, и чини га најмање гледаним телевизијским програмом у историји Гремија. Насупрот томе, гледаност емисије уживо је порасла за 83 посто у односу на 2020. годину.